# Троянівська вулиця (Житомир)
Троянівська вулиця — вулиця в Богунському районі міста Житомир.
Є керунковим топонімом, назва походить від села Троянів.

## Розташування
Від початку до річки Кам'янка вулиця пролягає у центральній частині міста, а саме стародавній його частині — на Подолі. Між річкою Кам'янка та вулицею Героїв Пожежників вулиця розташована на Мальованці.

## Історія
Найстарішою частиною вулиці на теренах центру є відрізок між вулицями Старовільською та Подільською. Являє собою фрагмент стародавньої дороги до Троянова. Внаслідок формування у XVII — XVIII століттях передмістя Поділ, відрізок дороги в напрямку Троянова на лівому березі Кам'янки поступово забудувався та у другій половині XVIII століття отримав назву Подільська вулиця, що тоді включала як відрізок сучасної Троянівської вулиці (між вулицями Старовільською та Подільською), так і сучасну вулицю Подільську. Вулиця є однією з найстаріших у місті, що зберігає свою назву понад 250 років. Первинна забудова цієї частини вулиці сформувалася до кінця ХІХ століття.
Частина нинішньої Троянівської вулиці між сучасними вулицями Перемоги та Старовільською виникла і сформувалася у другій половині ХІХ століття у зв'язку з реалізацією генерального плану міста середини ХІХ століття.
На теренах Мальованки вулиця також сформувалася зі стародавнього шляху на Троянів, що на правому березі річки Кам'янки простягався до перехрестя з сучасною Чуднівською вулицею. Ділянка старого шляху між річкою Кам'янкою та Мальованським майданом у другій половині ХІХ століття сформувалася як Троянівська вулиця у передмісті Мальованка. Тим часом, генеральним планом передбачалося спрямування Троянівської вулиці на південний захід, до перехрестя з проєктною Західною вулицею. Сформована згідно з генпланом частина Троянівської вулиці до перехрестя із Західною вулицею ще тривалий час мала назву Троянівська вулиця; у 1930-х роках виокремлена в новий топонімічний об'єкт (нині вулиця Симона Петлюри).
У 1977 році збудовано шляхопровід з мостовим переходом через Кам'янку, що об'єднав Троянівську вулицю на Мальованці з Подільською вулицею на Подолі. Тоді ж вулицю Подільську (між сучасними вулицями Перемоги та Володимирською), та Троянівську об'єднано в один топонімічний об'єкт — вулицю Якіра.
Відповідно до розпорядження Житомирського міського голови від 19 лютого 2016 року № 112 «Про перейменування топонімічних об'єктів та демонтаж пам'ятних знаків у м. Житомирі», перейменована на вулицю Троянівську.
Під час узгодження перейменувань польською спільнотою міста пропонувалось надати вулиці назву на честь Ігнація Падеревського, однак така пропозиція не була підтримана топонімічною комісією.